# جون تايلور (لاعب كرة قدم أمريكية)
جون تايلور (بالإنجليزية: John Taylor)‏ هو لاعب كرة قدم أمريكية أمريكي، ولد في 31 مارس 1962 في Pennsauken Township, New Jersey ‏ في الولايات المتحدة.

## وصلات خارجية
- جون تايلور على موقع مرجع كرة القدم المحترفة.كوم (الإنجليزية)
- جون تايلور على موقع IMDb (الإنجليزية)